# Andreas Burkhart
Andreas Burkhart (* 1984 in München) ist ein deutscher Konzert- und Liedsänger (Bariton).

## Leben
Andreas Burkhart absolvierte das Abitur 2005 am Wilhelmsgymnasium München und erhielt seine erste Gesangsausbildung im Tölzer Knabenchor, bei dem er bis 1999 als Altsolist mitwirkte. 2005 nahm er an der Hochschule für Musik und Theater München sein Gesangsstudium bei Frieder Lang auf und besuchte außerdem Liedklassen von Helmut Deutsch, Fritz Schwinghammer, Siegfried Mauser und Celine Dutilly sowie die Meisterklasse von Andreas Schmidt und Meisterkurse bei Matthias Goerne und Christian Gerhaher. Seit 2011 ist er Mitglied im Chor des Bayerischen Rundfunks.
Schon als Altsolist beim Tölzer Knabenchor wirkte er an zahlreichen szenischen und konzertanten Produktionen von Oratorien und Opern mit. Später als Bariton etablierte er sich vor allem als Konzertsolist, wirkte auch an Tonträgerproduktionen mit und gewann anerkannte Preise. Als Liedsänger arbeitet er mit der Pianistin Akemi Murakami zusammen und gestaltet bei zahlreichen Liederabenden ein vielseitiges, überwiegend aus romantischen Werken bestehendes Repertoire.

## Repertoire (Auswahl)
- Gustav Mahler: Rückert-Lieder, Kindertotenlieder, Lied von der Erde[3]
- Basspartien zahlreicher Kantaten, Oratorien und Messen aus der Barockzeit, Klassik und Romantik
- Lieder mit Klavierbegleitung von Ludwig van Beethoven,[6] Franz Schubert,[5] Robert Schumann,[4] Franz Liszt, Johannes Brahms u. a.

## Diskografie
- Johann Simon Mayr: Gioas (Oratorium) mit Andreas Burkhard als Giojada. Naxos, 2010
- Gaetano Donizetti: Kantate „Aristea“ mit Andreas Burkhard als Comone. Naxos, 2012
- Carl Heinrich Graun: Der Tod Jesu (Passionsoratorium) mit Andreas Burkhard, Bariton. Oehms 2013
- Goethe-Lieder (Schubert, Liszt, Wolf). Andreas Burkhart, Bariton, Akemi Murakami, Klavier. CD erschienen bei Spektral, Regensburg, 2018.
- Carl Loewe: Das Sühneopfer des neuen Bundes (Passions-Oratorium) mit Andreas Burkhart, Bariton. Arcis-Vocalisten München, L’arpa festante, Thomas Gropper. Oehms 2019
- Far Far From Each Other, Liedtrios für Bariton, Viola oder Horn und Klavier. Mit Malte Koch (Viola), Johannes Lamotke (Horn), Thorsten Kaldewei (Klavier). Coviello, 2021